# GSC303-633
GSC303-633 — хімічно пекулярна зоря спектрального класу A2, що має видиму зоряну величину в смузі V приблизно 10,3.
Вона  розташована на відстані близько 746,4 світлових років від Сонця.

## Фізичні характеристики
Телескоп Гіппаркос зареєстрував фотометричну змінність  даної зорі з періодом    0,70 доби в межах від  Hmin=10,90 до  Hmax=10,24.